# Deh Bala
Deh Bala, eller Dih Bala, (persiska: ده‌بالا) är ett distrikt i Afghanistan. Det ligger i provinsen Nangarhar, i den östra delen av landet, 130 kilometer öster om huvudstaden Kabul. Administrativ huvudort är Haska Meyna.
Distriktet beräknades år 2022 ha cirka 47 000 invånare.